# Kel-i Schin
Kel-i Schin (Kēl-a Šīn, Kelišin, kurdisch blauer Pfeiler) ist der Name eines Gebirgspasses im nördlichen Zāgros-Gebirge, der auf 2.981 Metern Höhe als Staatsgrenze von Iran und des Iraks zwischen den Orten Oschnaviyeh (Iran) und Rawanduz (Irak) verläuft. Als Namensgeber für den Gebirgspass fungierte die sogenannte Kel-i-Schin-Stele.